# Табаков, Павел Анатольевич
Па́вел Анато́льевич Табако́в (укр. Павло Анатолійович Табаков; род. 27 апреля 1978, Львов) — украинский певец, музыкант, композитор, аранжировщик. Победитель пятого сезона телепроекта «Шанс». Полуфиналист второго сезона шоу «Украина имеет талант». Победитель второго сезона телепроекта «Голос страны». Участник национального отбора на Евровидение-2011.

## Биография
Родился 27 апреля 1978 г. во Львове. Закончил львовскую школу № 45. 
В 1993—1997 годы учился во Львовском музыкально-педагогическом училище им. Ф. Колессы (отделение хорового дирижирования). 
В 1997—2002 годы учился во Львовской музыкальной академии им. Н. Лысенко (кафедра народных инструментов; специализации — Аккордеон и Оркестровое дирижирование).
- 1997—2003 гг. солист и аранжировщик фольк-джазовой акапельной группы «Менестрель».
- 2003—2008 гг. солист и аранжировщик мужского октета «Орфей».

В декабре 2005 года побеждает в популярном телепроекте «Шанс», после чего, не пожелав подписывать контракт с продюсером Игорем Кондратюком, начинает сольную карьеру.
Дебютный клип на хитовую песню «Только ты моя» для певца снял известный режиссёр Максим Паперник.
Весной 2010 года вместе с октетом «Орфей» принимал участие в популярном телепроекте «Украина имеет талант». Группа дошла до полуфинала.
В апреле 2012 года Табаков победил во втором сезоне шоу «Голос страны».

### Личная жизнь
Женат (жена Ольга — сценарист), воспитывают дочь Анастасию.
Играет на фортепиано, гитаре и аккордеоне.
Владеет польским, английским и французским языками.

### Участие в шоу «Голос країни»
| Этап конкурса           | Исполненная композиция           | Оригинальный исполнитель | Результат                                                                                         |
| ----------------------- | -------------------------------- | ------------------------ | ------------------------------------------------------------------------------------------------- |
| Слепые прослушивания    | «Bohemian Rhapsody»              | Queen                    | Диана Арбенина, Александр Пономарёв и Валерия развернули свои кресла. Павел выбрал команду Дианы. |
| Вокальные битвы         | «Believe» (vs. Алисой Петрик)    | Элтон Джон               | Спасён тренером                                                                                   |
| Прямые эфиры (неделя 2) | «Englishman in New York»         | Sting                    | Спасён (Выбор Украины)                                                                            |
| Прямые эфиры (неделя 4) | «Така, як ти»                    | Океан Эльзы              | Спасён (Выбор Украины)                                                                            |
| Четвертьфинал           | «I Want It All»                  | Queen                    | Спасён (Выбор Украины)                                                                            |
| Полуфинал               | «Une Vie D’amour»                | Charles Aznavour         | Спасён (152.65 %)                                                                                 |
| Финал                   | «Тільки ти моя»                  | Павел Табаков            | Спасён (40.47 %)                                                                                  |
| Финал                   | «Вище неба» (с Дианой Арбениной) | Океан Эльзы              | Спасён (40.47 %)                                                                                  |
| Суперфинал              | «А ми удвох» (с Иваном Ганзерой) | укр. нар. песня          | Победитель                                                                                        |

## Дискография
- Альбом «Тільки ти моя» (2007 г.).
- Альбом колядок «Різдво для двох» (2008 г.).
- Альбом «Ти підпалила рай» (2009 г.).
- Альбом «Павло Табаков & Orchestra Vito — Кава-Blues» (2011 г.).